# Sorbin (gromada)
Sorbin – dawna gromada, czyli najmniejsza jednostka podziału terytorialnego Polskiej Rzeczypospolitej Ludowej w latach 1954–1972.
Gromady, z gromadzkimi radami narodowymi (GRN) jako organami władzy najniższego stopnia na wsi, funkcjonowały od reformy reorganizującej administrację wiejską przeprowadzonej jesienią 1954 do momentu ich zniesienia z dniem 1 stycznia 1973, tym samym wypierając organizację gminną w latach 1954–1972.
Gromadę Sorbin z siedzibą GRN w Sorbinie utworzono – jako jedną z 8759 gromad na obszarze Polski – w powiecie kieleckim w woj. kieleckim, na mocy uchwały nr 13c/54 WRN w Kielcach z dnia 29 września 1954. W skład jednostki weszły obszary dotychczasowych gromad Sorbin i Zbrojów ze zniesionej gminy Bliżyn i Odrowążek i Nowy Odrowążek ze zniesionej gminy Samsonów w powiecie kieleckim oraz obszar dotychczasowej gromady Nowki ze zniesionej gminy Odrowąż w powiecie koneckim. Dla gromady ustalono 20 członków gromadzkiej rady narodowej.
Gromadę zniesiono 31 grudnia 1959, a jej obszar włączono do gromady Odrowąż w powiecie koneckim (wieś Nowki) oraz – w powiecie kieleckim – do gromady Bliżyn (wsie Sorbin i Zbrojów) i do nowo utworzonej gromady Kucębów (pozostały obszar).